# Succinato sódico de hidrocortisona
Succinato sódico de hidrocortisona é uma das variedades de cortisol.

## Classificação
- MSRM
- CAS - 125-04-2

## Nomes comerciais
- Flebocortide - Brasil (já não é utilizado), Itália e México